# 9.ª División de Campo de la Fuerza Aérea
La 9.ª División de Campo de la Fuerza Aérea (9. Luftwaffen-Field-Division) fue una unidad militar de la Luftwaffe durante la Segunda Guerra Mundial.

## Historia
Formada en octubre de 1942 en Arys desde el 62.º Regimiento Aéreo.

## Comandantes
- Coronel Hans Erdmann – (8 de octubre de 1942 - 11 de agosto de 1943)
- Mayor general Anton-Carl Longin – (11 de agosto de 1943 - 1 de noviembre de 1943)

### Jefes de Operaciones (Ia)
- Mayor Egeler – (4 de octubre de 1942 - 1 de noviembre de 1943)

## Orden de Batalla
La división consiste en:
- 17.º Regimiento de Caza de la Fuerza Aérea
- 18.º Regimiento de Caza de la Fuerza Aérea
- 9.ª División de Batallón Antitanque de Campo de la Fuerza Aérea
- 9.º Regimiento de la Fuerza Aérea de Artillería
- 9.ª División de Compañía de Ingeniero de Campo de la Fuerza Aérea
- 9.ª División de Compañía Aérea de Comunicaciones de Campo de la Fuerza Aérea
- 9.ª División de Comandante de Tropas de Suministros de Campo de la Fuerza Aérea

Adquirida por el Ejército el 1 de noviembre de 1943 como la 9.ª División de Campo (L).
La división sirvió bajo los siguientes Cuarteles Generales:
| Diciembre de 1942 - enero de 1943 | L Cuerpo de Ejército/18.º Ejército                   | Oranienbaum |
| Febrero de 1943 - octubre de 1943 | III Cuerpo de Campo de la Fuerza Aérea/18.º Ejército | Oranienbaum |